# Achalasie

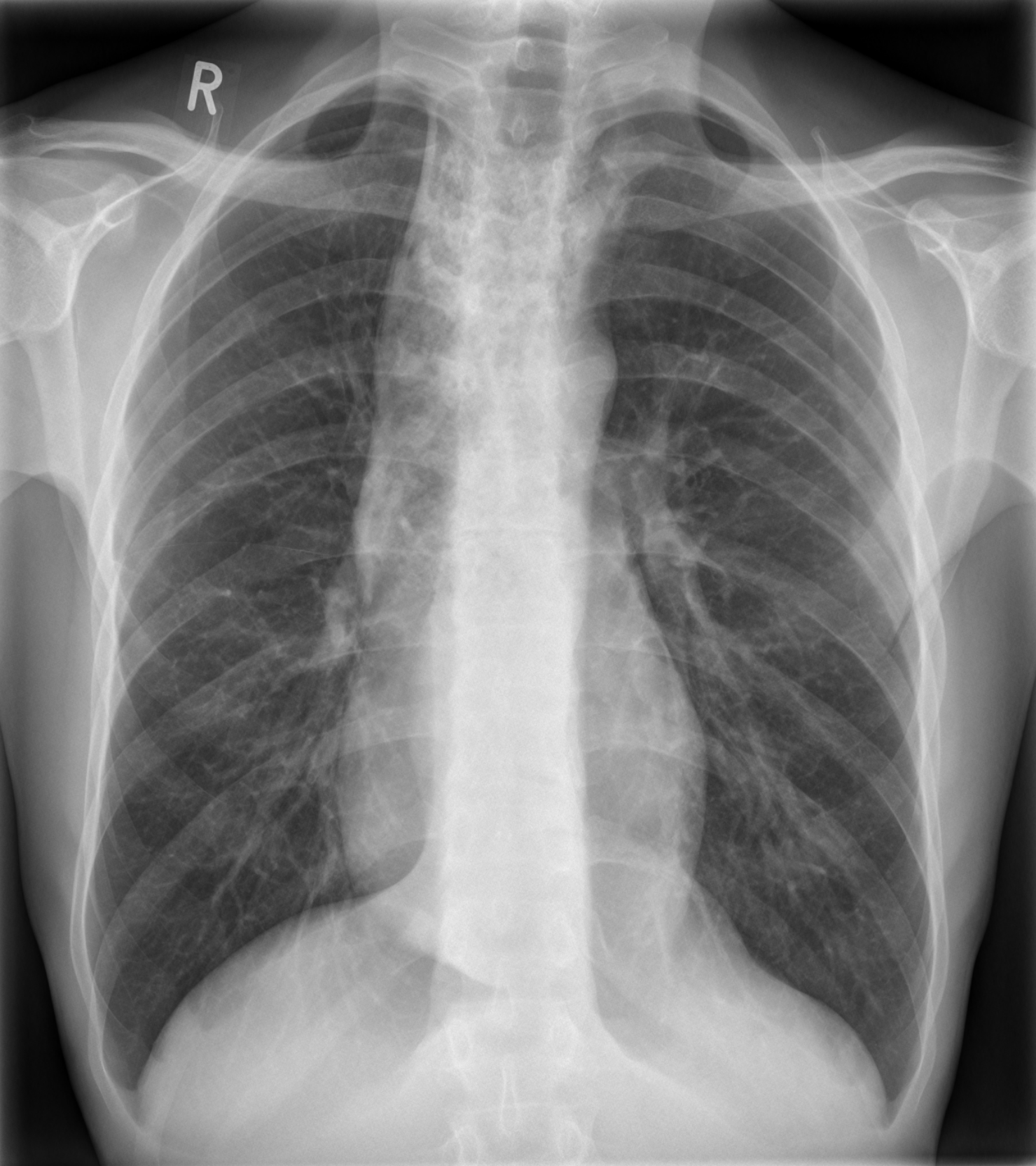

Als Achalasie oder Ösophagusachalasie, früher fälschlich Kardiaspasmus, Cardiaspasmus, Kardiospasmus oder Cardiospasmus genannt, wird eine Erkrankung bezeichnet, bei der der untere Speiseröhrenschließmuskel (Eingang zum Magen, der untere Ösophagussphinkter) nicht richtig öffnet und auch die Motilität (Beweglichkeit) der Muskulatur der Speiseröhre gestört ist. Der Begriff Achalasie kommt aus dem Griechischen (achalasis „fehlendes Nachlassen“) und wurde von Arthur Hurst im Jahr 1927 geprägt. Ein mangelndes Nachlassen des unteren Schlundkopfschnürers wird als cricopharyngeale Achalasie bezeichnet.

## Stadien
Die Achalasie wird in drei Stadien eingeteilt.
- Stadium I – hypermotile Form
- Stadium II – hypomotile Form
- Stadium III – amotile Form

Die Erkrankung schreitet vom ersten zum letzten Stadium fort. Im Stadium I ist die Speiseröhre noch funktionsfähig und versucht gegen den zu hohen Druck im unteren Schließmuskel (Mageneingang) „anzupumpen“ (hypermotil = überbeweglich im Sinne von überaktiv). Im zweiten Stadium wird die Ösophagusmuskulatur bereits träger, da sich die Speiseröhre allmählich ausweitet (dilatiert). Im Endstadium der Erkrankung (Stadium III) „hängt“ die Speiseröhre schließlich als schlaffer funktionsloser Muskelschlauch im Mediastinum (Mittelfellraum des Brustkorbes). Die Speiseröhre ist defekt und vollkommen amotil (unbeweglich).

## Neue Klassifikation der Achalasie basierend auf der HRM
Eine neue Klassifikation der Achalasie wird basierend auf der hochauflösenden Manometrie (High-resolution-Manometrie, HRM) in der klinischen Praxis etabliert. Unterschieden werden heute drei verschiedene Formen von Kontraktilität (Beweglichkeit durch Kontraktionen) im tubulären Ösophagus (röhrenförmige Speiseröhre). Bei der klassischen Achalasie (Typ I) zeigt die Speiseröhre wenig Kontraktionen. Bei der Typ-II-Achalasie kommt es zu einer Druckbildung in der Speiseröhre zwischen oberem und unterem Schließmuskel. Bei der Typ-III-Achalasie (spasmodische Form) kommt es zusätzlich zu spastischen Kontraktionen, vor allem in der unteren Speiseröhre.

## Häufigkeit
Die Achalasie ist eine seltene Erkrankung mit einer Inzidenz von zirka 1:100.000 Einwohnern pro Jahr und einer Prävalenz (das Vorherrschen) von zirka 10:100.000 Einwohnern. Das Geschlechterverhältnis ist ausgeglichen (Männer und Frauen gleich häufig). Das typische Erkrankungsalter liegt zwischen 20 und 40 Jahren. Es gibt allerdings noch einen zweiten Häufigkeitsgipfel im höheren Lebensalter. Weniger als 5 % der Patienten sind Kinder.

## Ursachen und Krankheitsentstehung

### Primäre Achalasie
Die Ursache der Erkrankung ist unbekannt. In wissenschaftlichen Untersuchungen wurde bei einigen Patienten eine Assoziation der primären Achalasie mit dem HLA-Antigen HLA-DQw1 sowie eine erhöhte Anzahl von Antikörpern, die gegen das autonome Nervensystem gerichtet sind, nachgewiesen. Aufgrund dieser Ergebnisse kann vermutet werden, dass es sich bei der Achalasie um eine Autoimmunerkrankung handelt. Darüber hinaus wurden auch erregerbedingte Ursachen in Erwägung gezogen. Insbesondere eine mögliche Mitwirkung von Varizella-Zoster-Viren, Masernviren und humanen Papillomaviren wurden publiziert. Diese Vermutungen konnten allerdings in neueren Studien nicht bestätigt werden. Neben immunologischen und erregerbedingten Ursachen werden auch psychische und erbliche Faktoren diskutiert.
Über die Mechanismen der Pathogenese und Pathophysiologie weiß man mehr als über die eigentliche Ursache der Erkrankung. Normalerweise wird beim Schluckakt in der Speiseröhre eine peristaltische Welle ausgelöst, die aufgenommene Nahrung Richtung Magen transportiert, und zu einer reflektorischen Relaxation des unteren Ösophagussphinkters führt. Letzterer hält die Öffnung von der Speiseröhre zum Magen hin mit Ausnahme des Schluckaktes verschlossen und verhindert damit ein Zurückfließen von Magensäure.
Bei der Achalasie ist die (propulsive) Peristaltik im unteren Ösophagus gestört und die reflektorische Relaxation des unteren Ösophagussphinkters im Rahmen des Schluckakts fehlt. Dadurch kommt es zu einer fehlenden Entleerung des Speiseröhreninhalts in den Magen und damit zu einem Aufstau von Nahrungsbestandteilen. Dies verursacht die für die Achalasie typischen Schluckbeschwerden. Erst wenn der durch die sich aufstauende Nahrung aufgebaute hydrostatische Druck den durch die Kontraktion bedingten Druck des Ösophagussphinkters übersteigt, kommt es zu einer Entleerung der Nahrungsbestandteile in den Magen.
Ursächlich für das Funktionsdefizit der Speiseröhre ist eine Degeneration der Nervenzellen des Plexus myentericus Auerbach. Die Degeneration wird durch eine Entzündungsreaktion getriggert und betrifft vorwiegend die Nervenzellen, welche die glatte Muskulatur hemmen und damit zu einer fehlenden Relaxation des unteren Ösophagussphinkters führen. Die fehlende hemmende Innervation führt nicht nur zu einer fehlenden Relaxation, sondern gleichzeitig zu einer Erhöhung des basalen Sphinkterdruckes.

### Sekundäre Achalasie
Sekundäre Achalasien können durch Karzinome, insbesondere durch Ösophagus- und Magenkarzinome, oder v. a. in den Tropen durch die Chagas-Krankheit ausgelöst werden. Diese Formen werden auch als Pseudoachalasie bezeichnet.
Weitere Erkrankungen, die in seltenen Fällen ein der Achalasie des Ösophagus ähnliches Krankheitsbild verursachen können, sind die Amyloidose, Sarkoidose, Neurofibromatose, eosinophile Ösophagitis, Multiple endokrine Neoplasie Typ 2B, chronische idiopathische intestinale Pseudoobstruktion und der Morbus Fabry.

## Symptomatik
Leitsymptom der Erkrankung sind Schluckstörungen. In der Regel nehmen die Symptome mit Fortlauf der Erkrankung stetig zu. Zusammengefasst treten bei der Achalasie folgende Symptome auf:
- Schluckbeschwerden (Dysphagie),
- Regurgitation
- Retrosternaler Schmerz, der häufig auf das Herz bezogen wird
- Aspirationen, d. h. Übertritt von Speisebrei in die Luftröhre
- Gewichtsverlust, selten Mangelernährung, v. a. bei Kindern

## Komplikationen
Hauptsächlich durch die nächtlichen Regurgitationen kann es zur Entwicklung einer Aspirationspneumonie kommen, wenn Speisereste in die Atemwege gelangen. Durch das längere Verweilen von Nahrungsbestandteilen in der Speiseröhre kann sich diese sekundär entzünden und damit eine so genannte Retentionsösophagitis hervorrufen. Diese kann einerseits zu einer Verkürzung der Speiseröhre (Endobrachyösophagus) führen und gilt andererseits als Vorstufe zum Ösophaguskarzinom.

## Diagnose

Typische Sektglasform im Kontrastmittel-Breischluck

Im Frühstadium ist die Manometrie (Druckmessung) in unterschiedlichen Abschnitten der Speiseröhre die Methode der Wahl (Norm: 18–24 mmHg). Im Rahmen dieser Manometrie kann man die unzureichende Relaxation (Öffnung) des unteren Speiseröhrenschließmuskels in der Kombination mit einer Pumpfunktionsstörung der Speiseröhre oberhalb des Schließmuskels feststellen; im Spätstadium zeigt die Röntgenuntersuchung mit Kontrast-Schluckbrei (Barium-Brei) charakteristische Befunde. Dennoch kann man sich nicht auf diese Untersuchungen alleine verlassen, wenn man auch andere Ursachen einer Schluckstörung ausschließen möchte (z. B. Karzinome, Narbenstrikturen, neurologische Störungen, selten Dysphagia lusoria, Sklerodermie, Megaösophagus bei Chagas-Krankheit). Somit ist auch eine Endoskopie des oberen Verdauungstraktes, bzw. eine Gastroskopie (Magenspiegelung) in der Routinediagnostik zu fordern.

## Therapie
Ursächlich ist die Achalasie bis heute nicht heilbar, jedoch gibt es gute Behandlungsmöglichkeiten für die Betroffenen, um wieder eine normale Nahrungsaufnahme und ein beschwerdefreies Leben zu ermöglichen. Die Entscheidung für eine der Therapieformen richtet sich nach unterschiedlichen Voraussetzungen des einzelnen Patienten wie Alter, Nebenerkrankungen oder auch Zustand der Speiseröhre.

### Pharmakologische Therapie
Eine Arzneimitteltherapie ist nur bei leichteren Formen der Achalasie indiziert. Zur Therapie eignen sich Nitrate und Kalziumkanalblocker (z. B. Nifedipin), die den Muskeltonus des Ösophagussphinkters herabsetzen und damit eine bessere Passage von Nahrungsmitteln ermöglichen können. Beide Substanzgruppen haben eine kurze Halbwertzeit, so dass die Einnahme in der Regel etwa 10 bis 30 Minuten vor Nahrungsaufnahme erfolgt. Bewährt hat sich Isosorbiddinitrat aus der Gruppe der Nitrate, für das die beste Wirkung bei der Behandlung der Achalasie nachgewiesen wurde. Die pharmakologische Therapie der Achalasie gilt im Vergleich zu den invasiven Therapieoptionen als weniger effektiv. Sie wird daher vor allem bei Patienten eingesetzt, die eine invasive Therapie ablehnen oder sich in einem schlechten Allgemeinzustand befinden, so dass eine invasive Therapieform mit größeren Komplikationsrisiken verbunden ist.

### Ballondilatation
Eine seit 1900 (Jacobs in Antwerpen), Mikulicz (1900), H. Starck (1915, auch Stark geschrieben) und Henry S. Plummer (1921) bekannte, mehr oder weniger forcierte Dehnung mittels spezieller Sonden, heute die physische Dehnung (Dilatation) des unteren Ösophagussphinkters als Ballondilatation durch Ballonkatheter, auch als pneumatische Dilatation bezeichnet, zerreißt den Kardiamuskel und die Passage wird wieder möglich. Die Behandlung ist in der Regel nicht schmerzhaft, da sie heute im Rahmen einer Magenspiegelung mit Hilfe eines sedierenden Medikamentes vorgenommen wird. Die Ballondilatation ist mit dem Risiko einer Speiseröhrenperforation behaftet (2 % der Behandlungen); diese erfordert oft eine sofortige Notoperation. Allerdings kann ein guter Teil der Patienten mit einer ein- bis mehrmaligen endoskopischen Aufdehnung dauerhaft beschwerdefrei bleiben.

### Operative Therapie
Als chirurgische Therapieoption wird immer häufiger die (heute laparoskopisch durchgeführte) Myotomie bzw. Kardiomyotomie („Kardioplastik“, zuerst 1901 von Georg Gottstein und 1903 von G. Marwedel analog der Pyloroplastik vorgeschlagen) nach Ernst Heller angewendet, mit der im Regelfall eine Beschwerdefreiheit erreicht wird.
Die Ergebnisse der Kardiaplastik oder Kardiomyotomie sind zunächst ausgezeichnet, im Lauf von 10 bis 15 Jahren kommt es allerdings in bis zu 10 % der Leidenden zu einem Neuauftreten einer Achalasie. Häufig ist die Speiseröhre dann bereits stark ausgeweitet, aperistaltisch und geschlängelt. In dieser Situation musste manchmal bisher sogar die Speiseröhre entfernt werden, ein auch in routinierten Händen risikoreicher Eingriff. Viel schonender ist hier die 2007 von einem österreichischen Ärzteteam entwickelte Methode der transgastrischen Ösophagofundostomie.

### Perorale endoskopische Myotomie (POEM)
Als neues Verfahren wird die perorale endoskopische Myotomie (POEM) eingesetzt, welche die Myotomie auf rein endoskopischem Wege ermöglicht, ohne Schnitt am Bauch. Mit dem flexiblen Endoskop (Gastroskop) wird zunächst ein Schnitt an der Speiseröhrenschleimhaut angelegt. Dann wird ein Tunnel unter der Schleimhaut gebildet und die Schleimhaut abgehoben. Dieser Tunnel wird von der Speiseröhre bis in den Magen fortgesetzt. Im nächsten Schritt wird dann die erkrankte Muskulatur am Übergang zwischen Speiseröhre und Magen (Kardia) durchtrennt (Myotomie). Schließlich wird der Mukosaeingang mit endoskopisch platzierten Clips wieder verschlossen. Der Eingriff erfolgt in Vollnarkose.
Pionier der Methode ist Haruhiro Inoue von der Showa-Universität in Japan, der die Anwendung dieser Methode bei 17 Achalasie-Patienten in 2010 mit sehr guten Behandlungsergebnissen als erster publizierte. In der westlichen Welt wurde POEM erstmals am Universitätsklinikum Hamburg-Eppendorf (UKE) im Jahr 2010 angewandt und die ersten Ergebnisse veröffentlicht, daneben konnten weitere Folgestudien aus spezialisierten Endoskopie-Zentren weltweit diese Ergebnisse bestätigen. Patientensicherheit des Verfahrens und die kurzfristigen Ergebnisse sind sehr gut (Sehr gute Aufhebung der Schluckbeschwerden, wenig Reflux, sehr gute Behandlung von Brustschmerzen). Mittelfristig (mind. 2 Jahre) bleiben die Behandlungsergebnisse mit knapp 80 % stabil. Langzeitergebnisse stehen allerdings bislang aus. Aktuell laufen prospektive Studien zum Vergleich von POEM mit den bisherigen Standardverfahren, der laparoskopischen Heller-Myotomie und der pneumatischen Dilatation (Ballondehnung), um den Stellenwert der neuen Behandlung für die Achalasie zu ermitteln.

### Botulinumtoxin-Injektion
Durch endoskopische Injektion von Botulinumtoxin in den Ösophagussphinkter wird der Muskel teilweise gelähmt, so dass die Öffnung zum Magen erweitert und somit für den Nahrungsbrei wieder besser passierbar wird. Die Wirkung einer einzelnen Behandlung hält in verschiedenen Studien im Mittel etwa sechs Monate an und muss deshalb regelmäßig wiederholt werden.

### Ösophagektomie
Die operative Entfernung der Speiseröhre (Ösophagektomie) ist bei der Achalasie nur selten erforderlich. Auch bei fortgeschrittener Achalasie kann auch die Myotomie zumeist noch helfen (z. B. Sweet u. a., 2008). Im Endstadium der Erkrankung bringt eine Myotomie nichts mehr. Als Therapie kann hier nur noch die Ösophagektomie angewendet werden. Zur Rekonstruktion wird dann zumeist ein Dickdarmabschnitt als „Interponat“ zwischengeschaltet.

### Psychotherapie
Gerhard Klumbies berichtete 1988 über Behandlungen an 31 Achalasie-Patienten: „Ziehen wir eine Bilanz unserer Beobachtungen […], so hat sich die psychotherapeutische Behandlung […] eindrucksvoll bewährt […]. Unsere Psychotherapie bestand in der Regel in Hypnosebehandlung, Einführung ins Autogene Training und psychagogischer Führung.“

## Geschichte
Im Jahr 1672 behandelte, wie er 1674 in den Pharmaceutice Rationalis berichtete, Thomas Willis einen Patienten mit Dysphagie und Erweiterung der Speiseröhre erfolgreich durch (auch vom Patienten selbst durchzuführender) Dehnung (Bougierung) der Speiseröhre mit einem aus Walknochen gefertigten Stab mit schwammbewehrter Spitze. Als Zenker und Ziemssen 1877 über 18 Fälle von idiopathischer Ösphagusdilatation berichteten, galt die Erkrankung noch als Rarität. 1882 beschrieb Johann von Mikulicz diese Erkrankung als Folge eines Kardiaspasmus („Kardiospasmus“) und wies damit als erster auf die Komponente der Funktionsstörung hin. Einen Krampf der Kardia als Ursache stellte dann auch Otto Leichtenstern, unabhängig von Mikulicz, 1891 anhand eines Sektionsbefundes fest. Im Jahr 1929 erkannten Hurt und A. T. Rake das Problem als Versagen des unteren Ösophagussphinkters bezüglich seiner Öffnungsfunktion. Diese führten auch den Begriff der „Achalasie“ in die Medizin ein. Die Bezeichnung Achalasie verwendete Arthur F. Hurst jedoch bereits 1915. Neben unblutigen Verfahren waren operative Eingriffe bis 1929 vor allem die gewaltsame Dehnung, die Kardiomyotomie, die Ösophagogastrostomie und die Kardioplastik. Anfang der 1990er Jahre wurde mit der Entwicklung der Endoskopie und der minimalinvasiven Chirurgie auch die Behandlung der Achalasie revolutioniert.